# Тіт Квінкцій Атта
Тіт Квінкцій Атта (лат. Titus Quinctius Atta; ? — 77 до н. е.) — давньоримський поет, комедіограф, майстер тогати.

## Життя й творчість
Про дату й місце народження Тита Квінкція немає відомостей. Він один з трьох (Афраній, Тітіній) відомих авторів латинської комедії, названої за формою римської одягу тогатою. Писав також епіграми.
Збереглися нечисленні фрагменти його творчості і 11 назв, типових для тогати, наприклад, «Дружина еділа», «Невістка». Був визначним майстром у змалюванні характерів, особливо жіночих.